# Hopeparel
De Hopeparel (Engels: Hope Pearl) is een bijzonder grote barokparel.

## Beschrijving
De onregelmatig gevormde wit glanzende parel heeft een gewicht van 1800 grein oftewel drie gram. De doorsnede van de parel is iets meer dan 11 centimeter. De parel is onregelmatig gevormd en de kleur gaat bij het smalle einde over in een groenige en koperkleurige tint.
De parel is gemonteerd aan een kleine gouden kroon met diamanten, robijnen en smaragden.

## Geschiedenis
De parel dankt haar naam aan de bankier en verzamelaar Henry Philip Hope, in wiens collectie deze parel zich in 1839 bevond. Hope bezat een grote verzameling bijzondere parels en edelstenen en leende zijn naam ook aan de Hopediamant.
Na jarenlang in het South Kensington Museum in Londen tentoongesteld te zijn, werd de parel in 1886 voor £9000 gekocht door Messrs. Garrard & Company, de Britse hofjuwelier. In 1974 werd de parel voor $200.000 verkocht. De marktwaarde van de parel werd in 1908 niet in overeenstemming geacht met de grootte en het gewicht.